# دون إل. تايلور
دون إل. تايلور هو سياسي كندي، ولد في 21 مايو 1931 في إدمونتون في كندا. حزبياً، نشط في الحزب الكندي التقدمي المحافظ. وقد انتخب عضو مجلس العموم الكندي (22 مايو 1979 – 17 فبراير 1980).